# Livoberejna Sokilka, Kobeleakî
Livoberejna Sokilka (în ucraineană Лівобережна Сокілка) este un sat în comuna Vilhuvatka din raionul Kobeleakî, regiunea Poltava, Ucraina.

## Demografie
Componența lingvistică a localității Livoberejna Sokilka
     Ucraineană (95,8%)
     Rusă (4,2%)
Conform recensământului din 2001, majoritatea populației localității Livoberejna Sokilka era vorbitoare de ucraineană (95,8%), existând în minoritate și vorbitori de rusă (4,2%).